# Čaba Silađi
Čaba Silađi (in ungherese Szilágyi Csaba; in serbo Чаба Силађи?; Senta, 23 agosto 1990) è un nuotatore serbo, specializzato nello stile rana.

## Biografia
È di etnia ungherese. La sua città natale, Senta, è un centro abitato da ungheresi della Vojvodina. Vive e si allena a Zrenjanin.
Ha studiato alla scuola elementare e superiore di Bečej. Ha iniziato a nutotare nel 1997 e fino al 2004 ha praticato anche la pallanuoto. 
Ha ottenuto molti risultati notevoli ai campionati mondiali ed europei giovanili. Ai mondiali giovanili del 2008 ha vinto l'argento nei 50 m rana e il bronzo nei 100 m rana.
La sua prima competizione internazionale senior è stata l'europeo in vasca corta di Debrecen 2007. A quello di Istanbul 2009 ha vinto il bronzo nei 50 metri rana.
Ha rappresentato la Serbia a quattro edizioni consecutive dei Giochi olimpici estivi, gareggiando sempre nei 100 metri rana, specialità in cui si è classificato 40º a Pechino 2008, 31º a Londra 2012, 26º a Rio de Janeiro 2016 e 26º a Tokyo 2020. 
Ha fatto parte della spedizione serba ai Giochi del Mediterraneo di Pescara 2009, in cui ha vinto la medaglia d'argento nei 100 m rana e di bronzo nei 50 m rana, di Mersin 2013, dove ha ottenuto il bronzo nei 50 m rana, e Tarragona 2018, in cui ha guadagnato l'argento nei 50 e 100 m rana e nella staffetta 4 × 100 m misti.
Alle Universiadi di Belgrado 2009 ha vinto la medaglia di bronzo nei 50 metri rana, mentre a quella di Gwangju 2015 l'oro.

## Palmarès
- Europei in vasca corta

Istanbul 2009: bronzo nei 50 m rana.
- Giochi del Mediterraneo

Pescara 2009: argento nei 100 m rana; bronzo nei 50 m rana;
Mersin 2013: bronzo nei 50 m rana;
Tarragona 2018: argento nei 50 m rana; argento nei 100 m rana; argento nella staffetta 4 × 100 m misti.
- Universiadi

Belgrado 2009: bronzo nei 50 m rana;
Gwangju 2015: oro nei 50 m rana.
- Mondiali giovanili

Rio de Janeiro 2006: argento nei 50 m rana;
Monterrey 2008: argento nei 50 m rana; bronzo nei 100 m rana.
- Europei giovanili

Anversa 2007: argento nei 50 m rana;
Belgrado 2008: oro nei 100 m rana; argento nei 50 m rana.